# Jésuites au Canada
 (juillet 2016).

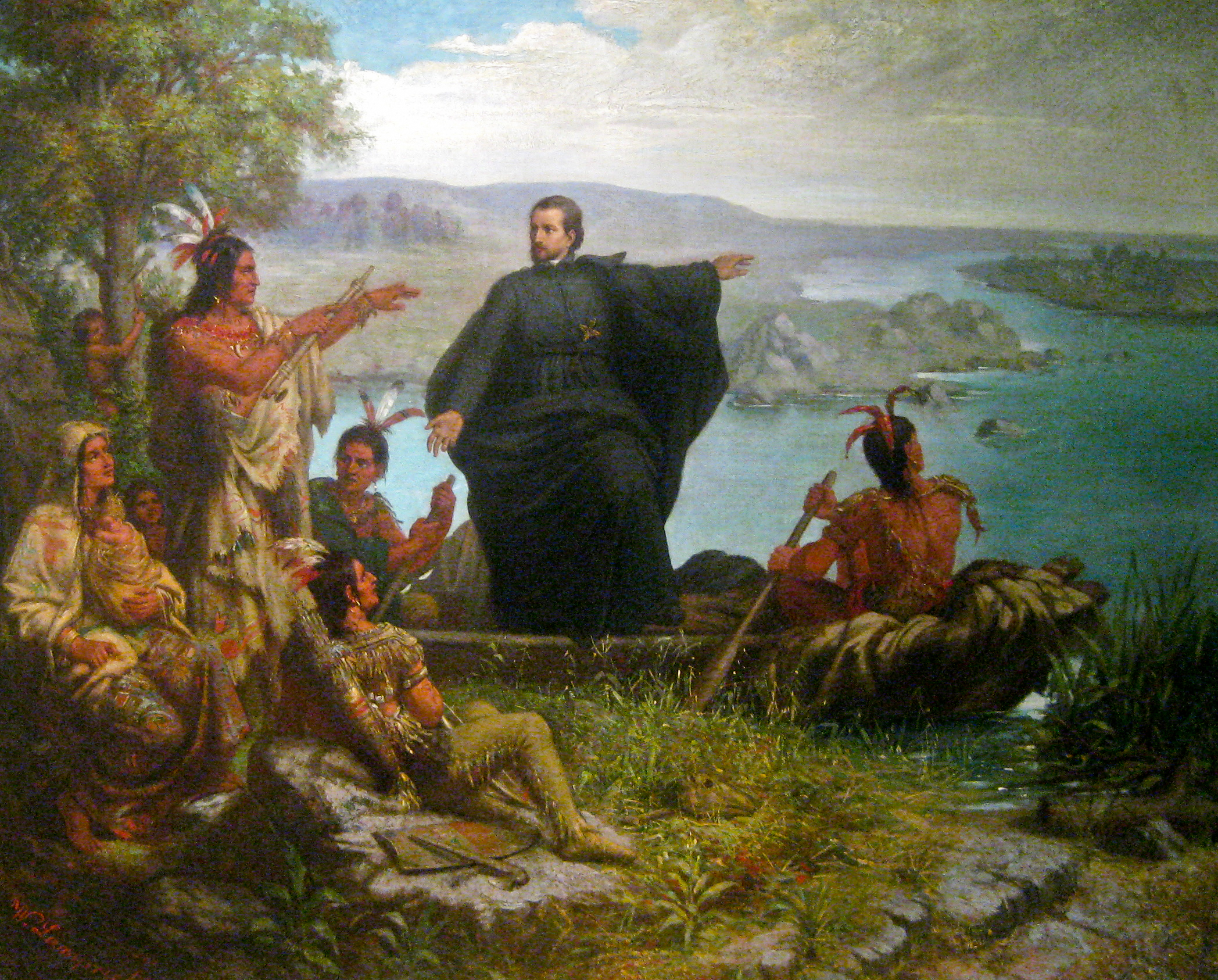
Le père Marquette en Nouvelle-France, tableau de Wilhelm Lamprecht, 1869

Les jésuites sont les membres de l'ordre religieux catholique masculin de la Compagnie de Jésus fondée en 1540 par Ignace de Loyola à Paris. 

## La relation entre les jésuites et les autochtones
Jésuites est le nom donné aux missionnaires faisant partie de la Compagnie de Jésus, leur objectif étant d’évangéliser les peuples non croyants. Leurs voyages en Amérique du Nord ont eu pour but de convertir les autochtones s’y trouvant. Cette compagnie avait envoyé ses premiers missionnaires en Acadie dès 1611. La compagnie de Jésus fut marquante en Nouvelle-France, en raison de ses nombreuses constructions dont le Collège de Québec en 1635, le premier en Amérique du Nord servant à instruire les futurs missionnaires (p. 67). Au Canada, la Compagnie ne s’éteindra qu’en 1800 laissant dans l’histoire et le souvenir des Canadiens des traces profondes. Ce n’est pas avant 1842 que la Compagnie de Jésus revient en terre canadienne même s’ils ont été restaurés en 1814 dans le reste du monde.

### Les jésuites remplacent les récollets
Les récollets furent les premiers missionnaires à s’installer au Canada en 1615 dans le but d’évangéliser les autochtones du territoire et s’établissent sur les rives de la Saint-Charles. Les jésuites quant à eux, arrivèrent près de dix ans plus tard sur les terres de la Nouvelle-France. À l’opposé des récollets, les jésuites n’étaient pas en place afin de franciser les autochtones. En comparaison, face à l’idéal chrétien certains marins et marchands français se comportaient d’une manière qui semblait moins adhérer au modèle chrétien (G. Trigger p. 19). Alors que d’autres autochtones y correspondaient davantage en faisant preuve de générosité et une nature engageante. Ils favorisèrent donc les échanges en langue autochtone avec tous ceux qui avaient des comportements correspondant à l’idéal chrétien. (G. Trigger, p. 20)
Les jésuites firent face à un obstacle à leur arrivée : les autochtones de la région avaient été prévenus de leur arrivée, ainsi aucun habitant ne voulait les loger. Ils se sont même fait menacer de devoir retourner en France malgré l’appui du roi pour leur établissement. Ce sont d’ailleurs les récollets qui furent obligés de les secourir et de leur venir en aide. Les récollets ont donc offert aux missionnaires de les recevoir pour un certain temps dans leur couvent à Saint-Charles, et ce, jusqu’à la construction d’un futur couvent de jésuites. Les autorités royales veillant à la bonne réussite de leur mission leur concédèrent une vaste seigneurie au nord de la rivière Saint-Charles. Le tout dans le but de soutenir leurs missions, autant envers les autochtones sédentaires que nomades ainsi que leurs œuvres en enseignement. Cette terre constitue de nos jours le territoire de Limoilou. Cet endroit est  sensiblement situé l'endroit où Jacques Cartier a hiverné en 1535-1536. Dès 1626 les jésuites peuvent y habiter. Ils y établissent rapidement un « séminaire » afin d’éduquer les autochtones, mais l’idée d’enseigner aux jeunes autochtones en un lieu sédentaire s’avère vite un échec. C’est pourquoi ils repartirent en France quelque temps après.
Plusieurs seigneuries furent concédées aux Jésuites en Nouvelle-France dont la seigneurie de Notre-Dame-des-Anges en 1626, la seigneurie des Jésuites en 1634, la seigneurie de l'Île-Jésus et la Seigneurie de La Madeleine en 1636.

### Le retour des jésuites en terres canadiennes
Deux ans après que Québec fut redevenu une colonie française, les Hurons accueillirent les jésuites dans le cadre du renouvellement de l’alliance avec les Français en 1634. Dès leur arrivée, une série d'épidémies fit rage, sans pour autant être causées par les Français, durant six ans et tuant ainsi près de la moitié de la population autochtone du l’est du Canada et des régions américaines limitrophes. La série se termina en 1639 avec une épidémie de petite vérole. Cet évènement ne fut pas le premier du genre, d’autres épidémies s’étaient déjà manifestées au début du siècle sur la côte est et d’autres sortes d’épidémie feront encore des ravages dans la population autochtone du Canada. Les tribus établies près des Grands Lacs furent particulièrement touchées par les épidémies entre 1634 et 1639 puisqu’elles s’attaquaient majoritairement aux enfants ainsi qu’aux vieillards. Les meilleurs artisans, chefs et même certains spécialistes des rituels furent donc perdus lors de ces désastres. Ces pertes entrainèrent donc les Hurons à dépendre de plus belle des produits européens. Du même coup, ils sont devenus beaucoup plus vulnérables à la propagande des missionnaires présents sur le territoire.

### Le point de vue huron
Les Hurons ne comprirent pas tout de suite pourquoi les Français tenaient à être présents lors des épidémies et crurent que c’était pour user de sorcellerie. N’osant pas leur faire de mal afin de ne pas briser leur alliance avec les Français aucune offense ne fut posée. Ils considéraient les jésuites comme étant des êtres capables de guérir grâce à des rituels comme le baptême. Ainsi plusieurs malades demandaient de se faire baptiser, seulement les Hurons commencèrent à craindre cette cérémonie puisque la majorité des gens ayant eu recours au baptême décédèrent quand même. Un fait troublant également particulièrement les Hurons est ce que les missionnaires leur disaient en ce qui concerne les âmes des gens baptisés. Dans leur culture, les âmes allaient rejoindre celles de ceux déjà défunts, alors que dans ce cas-ci, les âmes allaient au ciel. Ainsi, pour rejoindre leurs ancêtres, certains refusèrent de se faire baptiser alors que d’autres le faisaient justement pour rejoindre leurs parents qui étaient déjà au ciel dans le but d’aller les retrouver.

### Épidémies
Les relations entre les Hurons et les Européens ont cependant eu comme conséquence de propager de nouvelles maladies européennes que les autochtones ne purent affronter sans perdre plusieurs de leurs membres, comme ce fut le cas lors de la venue des Jésuites aux États-Unis.